# John Krasinski
John Burke Krasinski (Newton, 20 ottobre 1979) è un attore, regista, sceneggiatore, produttore cinematografico e produttore televisivo statunitense.

## Biografia
Nato a Newton, Massachusetts, John Krasinski cresce in una famiglia cattolica: suo padre, un medico internista, ha origini polacche, mentre la madre, un'infermiera, ha origini irlandesi. Frequenta prima la Newton High School, dove fa la conoscenza del futuro collega B. J. Novak, con cui collabora per una messinscena teatrale, quindi la Brown University, dove si laurea come drammaturgo.

## Carriera

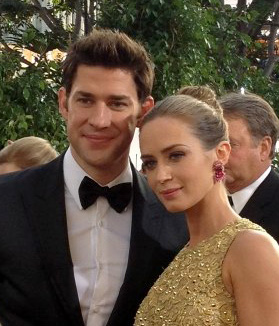
John Krasinski con la moglie Emily Blunt ai Golden Globe 2013

Dopo un esordio nel 2000 come sceneggiatore per il Late Night with Conan O'Brien, oltre ad alcune brevi comparse sugli schermi, a partire dal 2005 Krasinski impersona Jim Halpert nel mockumentary televisivo The Office, riedizione statunitense dell'omonimo show britannico. Il ruolo da personaggio comprimario in tale serie gli conferirà ampia popolarità, fino all'ottenimento dei primi riconoscimenti in carriera. Reciterà continuativamente nella serie fino alla conclusione di essa, nel 2013.
Contemporaneamente, Krasinski continua a fare comparse al cinema, oltre a dedicarsi a nuovi percorsi artistici, come il doppiaggio, prestando infatti la propria voce al personaggio di Lancillotto, in Shrek terzo. Nel 2008, Krasinski esordisce come regista, con il film Brief Interviews with Hideous Men, del quale è anche produttore. Nel 2016, l'attore fa il suo esordio a teatro, nell'opera Dry Powder, che gli frutta peraltro un Theatre World Award come miglior debuttante. Nel 2018 torna a calcare le scene di una serie televisiva, impersonando il protagonista Jack Ryan nell'omonima serie prodotta da Amazon.
Nel 2018 viene distribuito il film horror A Quiet Place - Un posto tranquillo, in cui Krasinski figura non solo come attore protagonista, affiancato dalla moglie Emily Blunt, ma anche come regista e sceneggiatore: a posteriori, l'uomo ha definito la sua pellicola come una «lettera d'amore» ai propri figli. Il lungometraggio si rivela un successo, e viene insignito di numerosi premi, raggiungendo anche la nomination agli Oscar. L'ottima accoglienza del film spinge pertanto Krasinski a preparare il diretto seguito del film, A Quiet Place II, per il quale riveste il ruolo di regista, sceneggiatore e produttore.
Nel 2022 entra a far parte del Marvel Cinematic Universe, come interprete di una variante di Mister Fantastic, leader dei Fantastici Quattro e componente degli Illuminati della Terra-838, nel film Doctor Strange nel Multiverso della Follia, diretto da Sam Raimi.

## Vita privata
Nel 2009 si fidanza con l'attrice inglese Emily Blunt. La coppia si è sposata il 10 luglio 2010, a Cernobbio, sul lago di Como, con rito privato. La coppia ha due figlie.
Nel 2018, Krasinski è stato inserito alla trentaseiesima posizione dell'annuale classifica delle cento personalità più influenti al mondo, stilata dal Time. In occasione della pandemia di COVID-19, Krasinski ha avviato la serie online Some Good News, in risposta allo stesso clima di allarme scatenatosi con i provvedimenti di quarantena presi da varie nazioni nel mondo, ospitando diversi attori di fama mondiale, come Steve Carell, Robert De Niro e Matthew McConaughey.

## Filmografia

### Attore

#### Cinema
- Kinsey, regia di Bill Condon (2004)
- New York Taxi (Taxi), regia di Tim Story (2004)
- Jarhead, regia di Sam Mendes (2005)
- Il coraggio di cambiare (Duane Hopwood), regia di Matt Mulhern (2005)
- For Your Consideration, regia di Christopher Guest (2006)
- L'amore non va in vacanza (The Holiday), regia di Nancy Meyers (2006)
- Dreamgirls, regia di Bill Condon (2006)
- Smiley Face, regia di Gregg Araki (2007)
- Licenza di matrimonio (License to Wed), regia di Ken Kwapis (2007)
- In amore niente regole (Leatherheads), regia di George Clooney (2008)
- Brief Interviews with Hideous Men, regia di John Krasinski (2008)
- American Life (Away We Go), regia di Sam Mendes (2009)
- È complicato (It's Complicated), regia di Nancy Meyers (2009)
- Something Borrowed - L'amore non ha regole (Something Borrowed), regia di Luke Greenfield (2011)
- I Muppet (The Muppets), regia di James Bobin (2011)
- Qualcosa di straordinario (Big Miracle), regia di Ken Kwapis (2012)
- Nobody Walks, regia di Ry Russo-Young (2012)
- Promised Land, regia di Gus Van Sant (2012)
- Sotto il cielo delle Hawaii (Aloha), regia di Cameron Crowe (2015)
- 13 Hours: The Secret Soldiers of Benghazi, regia di Michael Bay (2016)
- The Hollars, regia di John Krasinski (2016)
- Detroit, regia di Kathryn Bigelow (2017)
- A Quiet Place - Un posto tranquillo (A Quiet Place), regia di John Krasinski (2018)
- A Quiet Place II (A Quiet Place: Part II), regia di John Krasinski (2020)
- Doctor Strange nel Multiverso della Follia (Doctor Strange in the Multiverse of Madness), regia di Sam Raimi (2022)
- IF - Gli amici immaginari (IF), regia di John Krasinski (2024)
- Fountain of Youth - L'eterna giovinezza (Fountain of Youth), regia di Guy Ritchie (2025)

#### Televisione
- Law & Order: Criminal Intent – serie TV, episodio 3x11 (2004)
- The Office – serie TV, 201 episodi (2005-2013)
- Jack Ryan – serie TV, 30 episodi (2018-2023)

### Doppiatore
- Shrek terzo (Shrek the Third), regia di Raman Hui e Chris Miller (2007)
- Mostri contro alieni (Monsters vs Aliens), regia di Rob Letterman e Conrad Vernon (2009)
- Monsters University, regia di Dan Scanlon (2013)
- BoJack Horseman - serie TV, 2 episodi (2014-2015)
- Animal Crackers, regia di Scott Christian Sava, Tony Bancroft e Jaime Maestro (2017)
- Next Gen, regia di Kevin R. Adams e Joe Ksander (2018)
- Free Guy - Eroe per gioco (Free Guy), regia di Shawn Levy (2021)
- DC League of Super-Pets, regia di Jared Stern (2022)

### Regista
- Brief Interviews with Hideous Men (2008)
- The Hollars (2016)
- A Quiet Place - Un posto tranquillo (A Quiet Place) (2018)
- A Quiet Place II (A Quiet Place: Part II) (2020)
- IF - Gli amici immaginari (IF) (2024)

### Sceneggiatore
- Brief Interviews with Hideous Men (2008)
- Promised Land, regia di Gus Van Sant (2012)
- A Quiet Place - Un posto tranquillo (A Quiet Place), regia di John Krasinski (2018)
- A Quiet Place II (A Quiet Place: Part II), regia di John Krasinski (2020)
- IF - Gli amici immaginari (IF), regia di John Krasinski (2024)

### Produttore
- Brief Interviews with Hideous Men, regia di John Krasinski (2008)
- Promised Land, regia di Gus Van Sant (2012)
- The Office – serie TV, 15 episodi (2012-2013)
- Lip Sync Battle - show TV, 3 puntate (2015)
- The Hollars, regia di John Krasinski (2016)
- Manchester by the Sea, regia di Kenneth Lonergan - produttore esecutivo (2016)
- Jack Ryan – serie TV (2018)
- A Quiet Place - Un posto tranquillo (A Quiet Place), regia di John Krasinski - produttore esecutivo (2018)
- A Quiet Place II (A Quiet Place: Part II), regia di John Krasinski (2020)
- IF - Gli amici immaginari (IF), regia di John Krasinski (2024)
- A Quiet Place - Giorno 1 (A Quiet Place: Day One), regia di Michael Sarnoski (2024)

## Premi e riconoscimenti
Critics' Choice Awards
- 2019 – Miglior film sci-fi/horror per A Quiet Place - Un posto tranquillo
- 2019 – Candidatura a Miglior sceneggiatura per A Quiet Place - Un posto tranquillo
- 2019 – Candidatura a Miglior talent show per Lip Sync Battle

Premio Emmy
- 2013 – Candidatura a Miglior programma a corto minutaggio non-fiction per The Office
- 2016 – Candidatura a Miglior talent show per Lip Sync Battle
- 2017 – Candidatura a Miglior talent show per Lip Sync Battle
- 2018 – Candidatura a Miglior talent show per Lip Sync Battle

Producers Guild of America Awards
- 2017 – Candidatura a Miglior produttore di una competizione televisiva per Lip Sync Battle
- 2018 – Candidatura a Miglior produttore di una competizione televisiva per Lip Sync Battle

Screen Actors Guild Award
- 2007 – Miglior performance collettiva in una serie comica per The Office
- 2008 – Miglior performance collettiva in una serie comica per The Office
- 2009 – Candidatura a Miglior performance collettiva in una serie comica per The Office
- 2010 – Candidatura a Miglior performance collettiva in una serie comica per The Office
- 2011 – Candidatura a Miglior performance collettiva in una serie comica per The Office
- 2012 – Candidatura a Miglior performance collettiva in una serie comica per The Office
- 2013 – Candidatura a Miglior performance collettiva in una serie comica per The Office
- 2019 – Candidatura a Miglior performance di un attore maschile in una serie drammatica per Jack Ryan

Satellite Award
- 2018 – Candidatura a Migliore sceneggiatura originale per A Quiet Place - Un posto tranquillo

Saturn Award
- 2019 – Miglior film horror per A Quiet Place - Un posto tranquillo
- 2019 – Migliore sceneggiatura per A Quiet Place - Un posto tranquillo
- 2019 – Candidatura a Miglior attore in una serie in streaming per Jack Ryan

People's Choice Award
- 2018 – Candidatura a Miglior attore in un film drammatico per A Quiet Place - Un posto tranquillo

Teen Choice Awards
- 2011 – Candidatura a Miglior attore in una serie comica per The Office
- 2011 – Candidatura a Miglior attore in una commedia romantica per Something Borrowed - L'amore non ha regole

Theatre World Award
- 2016 – Miglior performance di un debuttante per Dry Powder

## Doppiatori italiani
Nelle versioni in italiano delle opere in cui ha recitato, John Krasinski è stato doppiato da:
- Gianfranco Miranda in Promised Land, A Quiet Place - Un posto tranquillo, A Quiet Place II, IF - Gli amici immaginari, Fountain of Youth - L'eterna giovinezza
- Simone D'Andrea in Licenza di matrimonio, American Life, Qualcosa di straordinario, The Hollars
- Stefano Crescentini in The Office, È complicato
- Francesco Bulckaen ne Il coraggio di cambiare, Detroit
- Carlo Scipioni in CSI - Scena del crimine, Jack Ryan
- Patrizio Prata in Law & Order: Criminal Intent
- Andrea Mete in Jarhead
- Francesco Venditti in In amore niente regole
- Massimiliano Manfredi in Sotto il cielo delle Hawaii
- Marco Foschi in 13 Hours: The Secret Soldiers of Benghazi
- Giorgio Borghetti in Doctor Strange nel Multiverso della Follia

Da doppiatore è sostituito da:
- Gabriele Sabatini in Next Gen, DC League of Super-Pets
- Andrea Mete in Shrek terzo
- Stefano Mondini in Monsters University
- Paolo Maria Scalondro in BoJack Horseman
- Edoardo Lomazzi in Animal Crackers